# Hubert Neumann (Orgelbauer)

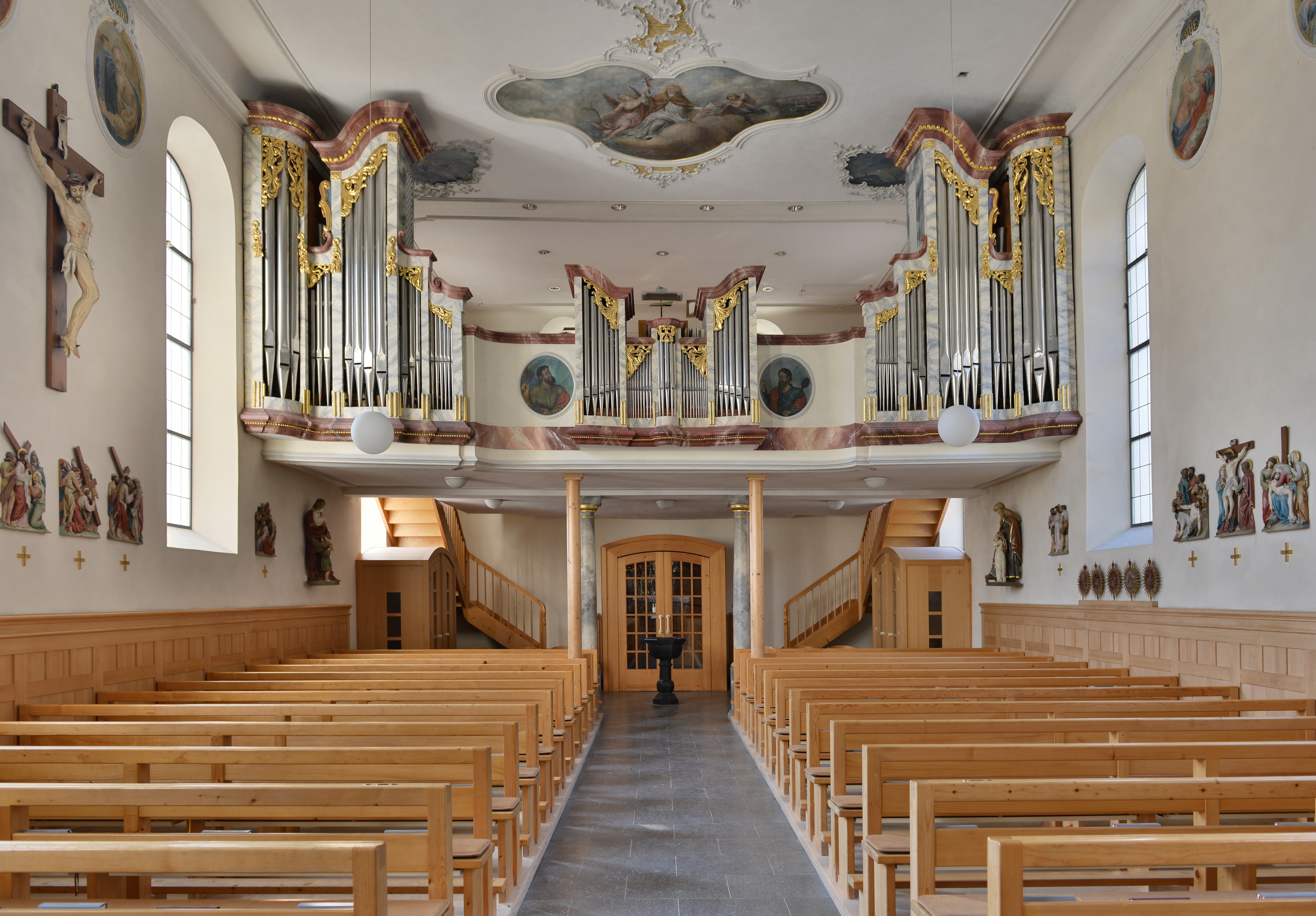
Pfarrkirche Bizau

Hubert Neumann  (* 1921; † 1963) war ein österreichischer Orgelbauer in Götzis/Vorarlberg.

## Leben
Hubert Neumann war als Orgelbauer und Tischlermeister in Götzis in der zweiten Hälfte des 20. Jahrhunderts tätig. Er restaurierte historische Orgeln und machte auch Neubauten.
Besondere Bedeutung erlangte die Restaurierung der Renaissance-Orgel aus 1585 in der Silbernen Kapelle in der Hofkirche (Innsbruck), welche nach schweren Kriegsschäden von ihm wiederhergestellt wurde. Er baute bereits in den 1950er-Jahren Orgeln mit mechanischer Schleiflade im Sinne der Orgelbewegung und damit zu einer Zeit, als in hohem Ausmaß noch Orgeln pneumatischer und elektropneumatischer Traktur gebaut wurden.
Als Orgelbauer war er auch der Lehrmeister von Helmut Allgäuer.

## Werke

### Neubauten
| Jahr | Ort                 | Gebäude            | Bild | Manuale | Register | Bemerkungen                                                  |
| ---- | ------------------- | ------------------ | ---- | ------- | -------- | ------------------------------------------------------------ |
| 1954 | Edlitz              | Pfarrkirche Edlitz |      | II/P    | 17       |                                                              |
| 1954 | Sibratsgfäll        | Pfarrkirche        |      | II/P    | 15       | [ 1 ]                                                        |
| 1962 | Wolfurt             | Pfarrkirche        |      | II/P    | 27       |                                                              |
| 1962 | Bizau               | Pfarrkirche        |      | II/P    |          |                                                              |
| 1963 | Weyregg am Attersee | Pfarrkirche        |      | II/P    | 16       | von Hubert Neumann begonnen, von Wilhelm Zika fertiggestellt |
| 1964 | Feldkirch-Tisis     | Neue Pfarrkirche   |      | II/P    |          | von Hubert Neumann und Edmund Hohn errichtet, nicht erhalten |

### Restaurierungen
| Jahr      | Ort       | Gebäude   | Bild | Manuale | Register | Bemerkungen                     |
| --------- | --------- | --------- | ---- | ------- | -------- | ------------------------------- |
| 1949–1952 | Innsbruck | Hofkirche |      | I/P     | 15       | Orgel aus 1614 mit 15 Registern |